# Meiacanthus lineatus
Meiacanthus lineatus là một loài cá biển thuộc chi Meiacanthus trong họ Cá mào gà. Loài này được mô tả lần đầu tiên vào năm 1884.

## Từ nguyên
Tính từ định danh lineatus trong tiếng Latinh mang nghĩa là “có sọc”, hàm ý đề cập đến ba sọc đen đặc trưng cách đều nhau ở loài cá này.

## Phân bố
M. lineatus hiện chỉ được biết đến từ rạn san hô Great Barrier (bờ đông Úc), được tìm thấy ở độ sâu đến ít nhất là 20 m.

## Mô tả
Tổng chiều dài lớn nhất được ghi nhận ở M. lineatus là 9,5 cm. Loài này có cặp sọc đen dọc bên lườn (sọc trên từ mõm băng qua mắt, sọc dưới từ cằm băng qua gốc vây ngực) và một sọc tương tự dọc lưng. Các sọc đen thường được ngăn cách bằng một sọc vàng, nhưng vài cá thể thì các khoảng vàng được thay thế bằng màu trắng. Bụng trắng. Vây lưng màu vàng tươi có đường đen gần rìa, viền màu trắng xanh. Vây đuôi cũng màu vàng tươi.
Số gai vây lưng: 4; Số tia vây lưng: 25–28; Số gai vây hậu môn: 2; Số tia vây hậu môn: 15–17.

## Sinh thái

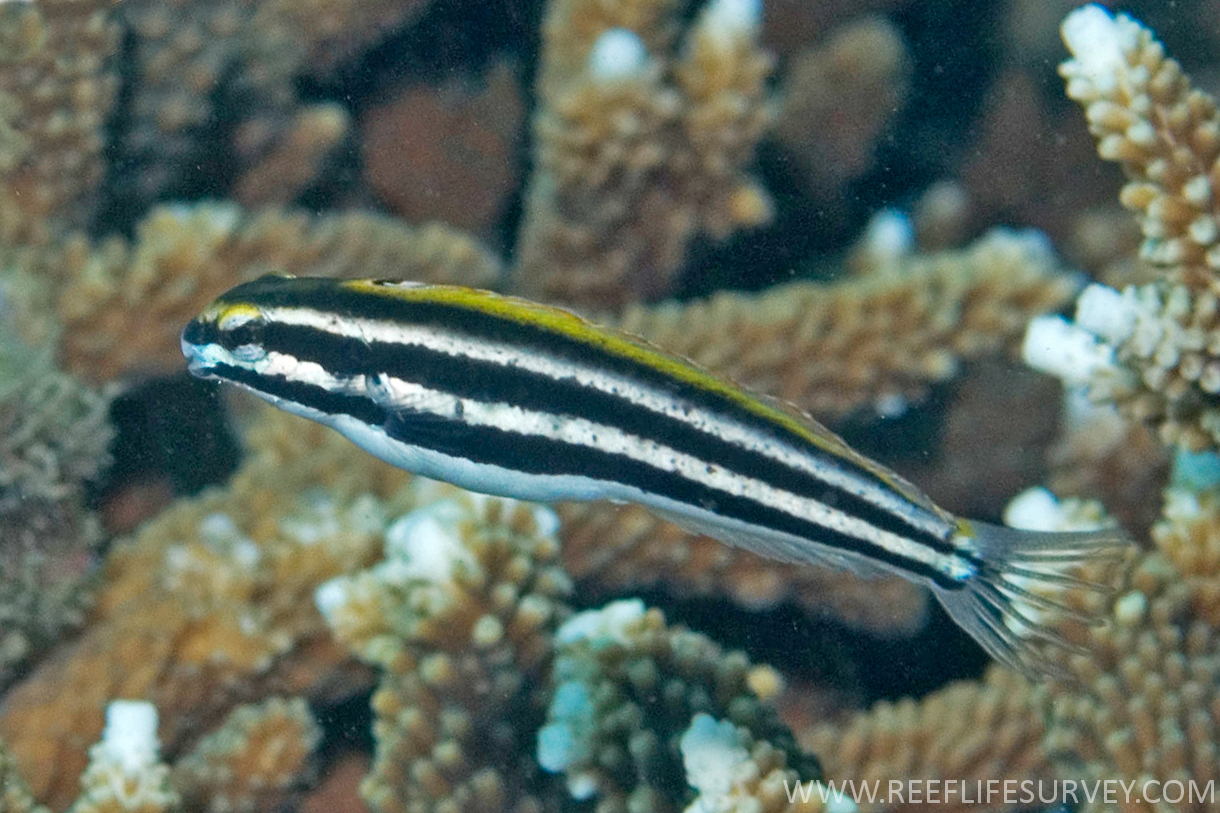
M. lineatus sọc trắng

Trứng của M. lineatus có chất kết dính, được gắn vào chất nền thông qua một tấm đế dính dạng sợi. Cá bột là dạng phiêu sinh vật, thường được tìm thấy ở vùng nước nông ven bờ.
Các loài Meiacanthus đều có tuyến nọc độc trong răng nanh. Do đó, chúng là hình mẫu để nhiều loài khác bắt chước theo, gọi là bắt chước kiểu Bates (loài không độc bắt chước kiểu hình, hành vi của một loài có độc). M. lineatus được bắt chước bởi cá mào gà Petroscirtes fallax và cá lượng con Scolopsis bilineata.